# 夏洛特·夏丽·霍华德
夏洛特·夏丽·霍华德（Charlotte "Charli" Howard，1991年4月6日—）是一位来自伦敦东南部的模特、作家。霍华德主张增强时尚业界的多样性与包容性。

## 模特工作
霍华德参加过很多时尚活动，曾与诸多品牌及人士合作，如媚比琳。
霍华德在十几岁时就曾尝试从事模特工作，但被多家经纪公司拒绝。21岁时，霍华德的一位友人瞒着她，把她在Facebook上的照片发给了一家伦敦的模特经纪公司，之后该公司就和她签约了。
2015年，因为“过于肥胖”而无法从事模特工作，霍华德被她当时的伦敦模特经纪公司解约。霍华德针对此事在Facebook上发表了一篇长文，很快便吸引了各方关注，文章得到了上千次转发，第四台新聞还报道了关于那篇文章的新闻，让霍华德发出了自己的声音。纽约模特公司Muse Management得知上述事件后，很快就签下了霍华德，后者于是移居纽约。